# Gimbășani
Gimbășani – wieś w Rumunii, w okręgu Jałomica, w gminie Cosâmbești. W 2011 roku liczyła 926 mieszkańców.